# Motor amb espira d'arrencada

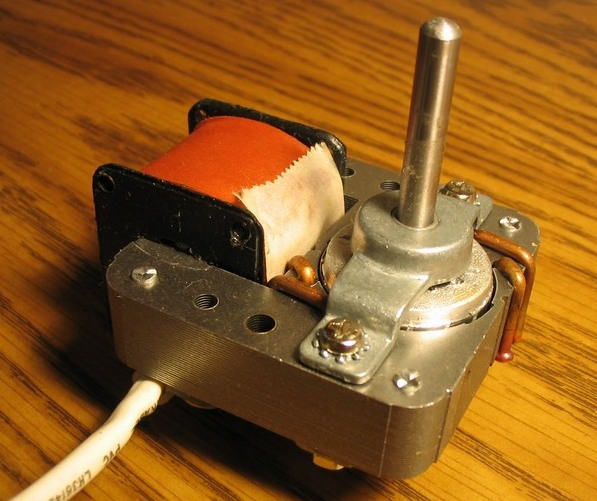
Motor amb espira d'arrencada

El motor amb espira d'arrencada, o motor amb espira en curtcircuit, és un motor elèctric monofàsic (només per a corrent altern) que s'utilitza quan cal poca potència i llarga durada sense manteniment, ja que no porta escombretes. És el tipus original de motor d'inducció monofàsic de CA, que es remunta almenys al 1890.

## Principi de funcionament

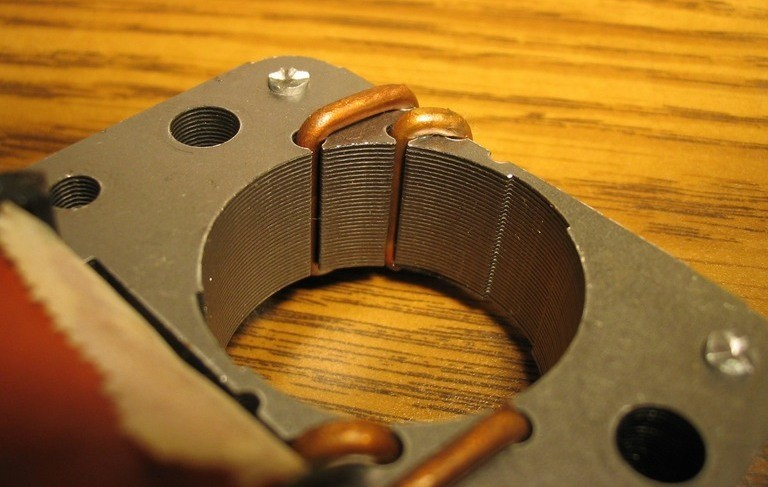
Detall de les espires d'arrencada

El motor amb espira dʻarrencada és bàsicament un motor que està format per un estator amb un nucli de pols sortints i el rotor de tipus gàbia d'esquirol. Aquest motor no porta bobinatge auxiliar; al seu lloc té un parell d'espires a cada pol formades per uns cèrcols de coure en curtcircuit que cobreixen una porció de cada pol; s'anomenen espires d'arrencada i estan en oposició de fase, a 180° una respecte de l'altra (vegeu la foto). Tot motor monofàsic requereix la producció d´un camp magnètic per començar a girar. Una secció de cada pol està proveït d'un anell de coure o bronze anomenat " espira de Frager " (espira d'arrencada), on els corrents induïts retarden al seu entorn el flux magnètic prou per proporcionar un camp altern.
En aplicar una tensió elèctrica alterna es genera un camp magnètic de fase diferent al llarg de l'interior del nucli ferromagnètic. La fase del camp generat a la part del nucli on hi ha les espires en curtcircuit, és diferent de la del camp generat al costat on no hi ha espires. La diferència no arriba a 90° però és suficient perquè el flux magnètic adquireixi una certa inclinació que, en passar a través dels pols del rotor, genera un parell prou fort per fer-lo girar.
El sentit de rotació és des del costat sense bobina cap al costat amb la bobina en curtcircuit. Tenint en compte que la diferència de l'angle de fase entre les seccions amb espira i sense espira és petita, es pot canviar desmuntant l'estator i girant de costat la posició del seu circuit magnètic. La velocitat de gir del motor dependrà del nombre de pols i de la freqüència del corrent altern aplicat.

## Aplicacions
Entre els seus avantatges hi ha: el baix cost, el reduït consum, una construcció simple i poc manteniment. Entre els desavantatges hi ha la poca potència, l'escàs parell i la baixa eficiència. S'utilitza en general en petits electrodomèstics que necessiten motors de poca potència com ara els ventiladors d'ús general, les platines de tocadiscs de gran públic, els ventiladors d'aire condicionat o els d'ordinador.
La forma general i asimètrica d'aquests motors només té un bobinatge, sense condensador ni bobinats d'arrencada, que els fa econòmics i fiables. Els tipus més grans i més moderns poden tenir múltiples bobinatges físics, encara que només un elèctricament, i es pot utilitzar un condensador d'arrencada. Com que el seu parell d'arrencada és baix, són els més adequats per utilitzar en ventiladors o altres càrregues que s'engeguen fàcilment. Poden tenir diverses connexions a prop d'un extrem elèctric del bobinatge, que proporciona velocitat i potència variables mitjançant la selecció d'una aixeta alhora, com en els ventiladors de sostre. A part d'això, són compatibles amb controls de velocitat variable basats en TRIAC, que sovint s'utilitzen amb els ventiladors. Estan construïts en mides de potència de fins a aproximadament1⁄4 cavall de vapor (190 W) . Per sobre de 1⁄3 cavall de vapor (250 W), no són habituals, i per a motors més grans, altres dissenys ofereixen millors característiques. Un dels principals desavantatges és la seva baixa eficiència, al voltant del 26%. Un avantatge important és que el corrent d'aturada del motor només és lleugerament superior al corrent de funcionament, de manera que hi ha un risc baix de sobreescalfament greu o d'incendi del circuit protecció si el motor es bloqueja per algun motiu.

## Motor síncron d'espira d'arrencada
Els Motors síncrons igual que un motor d'inducció amb espira d'arrencada utilitzen bobines de camp amb d'arrencada de coure addicionals per produir un camp magnètic de rotació feble, però a diferència d'aquests, que utilitzen un rotor de gàbia d'esquirol, la versió síncrona d'aquest motor utilitza un rotor magnetitzat, per exemple, un imant permanent. Aquest rotor gira de manera sincrònica amb el camp magnètic giratori: si el rotor comença a quedar-se endarrerit del camp giratori, augmenta el parell de conducció i el rotor accelera lleugerament fins que la posició del rotor dins del camp giratori és un punt on parell = arrossegament; de la mateixa manera, si la rotació del camp s'alenteix, el rotor avançarà en relació al camp, el parell disminuirà, o fins i tot esdevindrà negatiu, alentint la velocitat del rotor fins que torni a arribar a una posició relativa al camp on parell = arrossegament. Normalment, el rotor i el seu tren d'engranatges reductor associat estan tancats en una carcassa d'alumini, coure o plàstic ; el rotor tancat s'acciona magnèticament a través del recinte. Aquests motors d'engranatge estan disponibles habitualment amb l'eix de sortida final o l'engranatge girant des de 600 RPM fins a 1/168 revolucions per hora (1 revolució per setmana!). Per això, aquests motors s'utilitzen sovint per accionar rellotges elèctrics i, ocasionalment, plats giratoris fonògrafs. En aquestes aplicacions, la velocitat del motor és tan precisa com la freqüència de la xarxa elèctrica aplicada al motor. Aquests motors també s'utilitzen en maquines d'afaitar.